# Loi 4 du beach soccer
La loi 4 du beach soccer fait partie des lois régissant le beach soccer, maintenues par l'International Football Association Board (IFAB). La loi 4 se rapporte à l'équipement des joueurs.

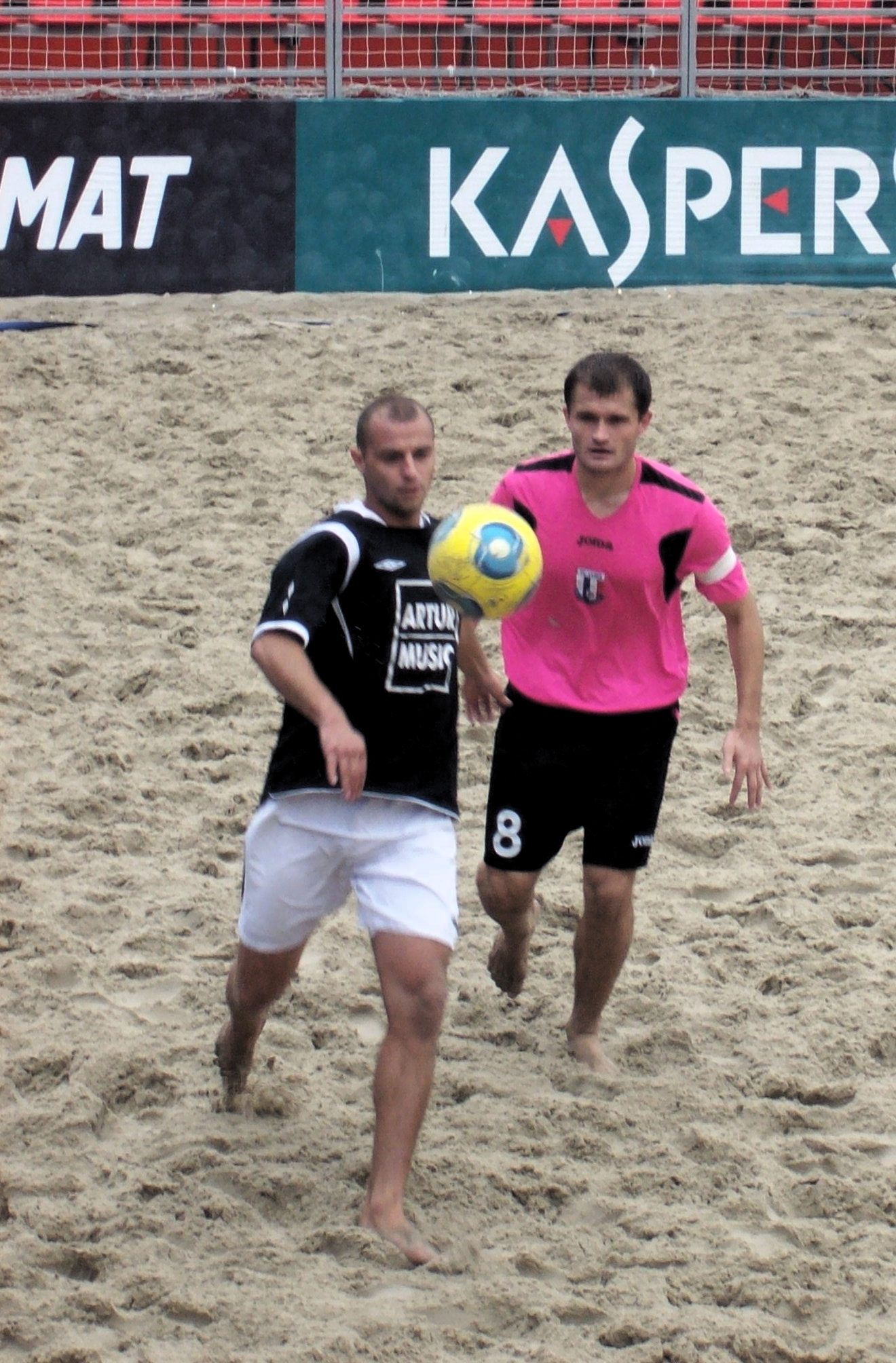
Deux joueurs à l'équipement réglementaire.

## Règlement actuel

### Équipement de base
L’équipement ou la tenue des joueurs ne doit en aucun cas présenter un danger quelconque pour eux-mêmes ou les autres (cela s’applique aussi aux bijoux en tout genre).
L’équipement de base obligatoire de tout joueur comprend un maillot et un short. Les maillots doivent avoir des manches. Si le joueur porte un maillot de corps ou des cuissards, leur couleur doit être de la couleur dominante du maillot ou short.
Les chaussures sont interdites. Les lunettes de protection en plastique sont autorisées, de même que les protections élastiques pour les chevilles ou les pieds.

### Maillot
La couleur du numéro doit contraster avec celle du maillot. Lors des matches internationaux, les joueurs portent également un numéro de plus petite taille sur le devant du short ou du maillot.

### Gardien de but
Le gardien de but est autorisé à porter un pantalon de survêtement. Il doit porter une tenue de couleur nettement différente de celle des autres joueurs et des arbitres.

### Infractions et sanctions
Pour toute infraction à la présente Loi, le joueur contrevenant est sommé par les arbitres de quitter le terrain de jeu pour changer sa tenue ou compléter son équipement par l’élément manquant. S’il n’a pas été remplacé, le joueur ne pourra revenir sur le terrain de jeu qu’après s’être présenté devant un des arbitres (y compris le troisième) qui devront alors s’assurer que l’équipement du joueur répond aux exigences des Lois du Jeu. Si les arbitres interrompent le jeu pour avertir un joueur fautif, le jeu reprendra par un coup franc tiré par un joueur adverse depuis le point central imaginaire.
Les joueurs ne sont pas autorisés à porter sous leurs maillots des vêtements affichant des slogans ou de la publicité. L’équipement de base obligatoire ne doit présenter aucune inscription politique, religieuse ou personnelle.